# Fome de 1958-1961 na China
A Grande Fome Chinesa (em chinês tradicional: 三年大饑荒; chinês simplificado: 三年大饥荒; "três anos de fome") foi um período da história da República Popular da China (RPC) que se caracterizou por uma fome generalizada entre os anos 1959 e 1961. Alguns pesquisadores também incluíram os anos de 1958 ou 1962. A Grande Fome Chinesa é amplamente considerada como a fome mais mortal e um dos maiores desastres provocados pelo homem na história da humanidade, com um número estimado de mortes que varia de 15 a 55 milhões.
Os principais fatores que contribuíram para a fome foram as políticas do "Grande Salto Adiante (1958 a 1962)" e as "comunas populares". Na Conferência dos Sete Mil Quadros no início de 1962, Liu Shaoqi, o segundo presidente da China, atribuiu formalmente 30% da fome a desastres naturais e 70% a erros cometidos pelo homem ("三分天灾, 七分人祸"). Após o lançamento de "Reformas e Abertura", o Partido Comunista da China (PCC) declarou oficialmente em junho de 1981 que a fome se devia principalmente aos erros do Grande Salto Adiante e também da "Campanha Antidireitista" , além de alguns desastres naturais e da "ruptura sino-soviética".

## Terminologia
A  Grande Fome Chinesa (em chinês tradicional: 三年大饑荒; chinês simplificado: 三年大饥荒; pinyin: Sānnián dà jīhuāng)  foi o período de fome na República Popular da China entre 1959 e 1961. Mas o ano de 1958 ou 1962 também é contado por alguns pesquisadores. Nome oficial (governo chinês):
- Antes de junho de 1981, "Três anos de desastres naturais" (chinês tradicional: 三年自然災害; chinês simplificado: 三年自然灾害; pinyin: Sānnián zìrán zāihài).
- Depois de junho de 1981, "Três anos de dificuldade" (chinês simplificado: 三年困难时期; chinês tradicional: 三年困難時期; pinyin: Sānnián kùnnán shíqī).

## Severidade da fome

### Queda na produção
De acordo com o livro estatístico chinês de 1984, a colheita caiu de 200 milhões de toneladas em 1958 para 143,5 milhões toneladas em 1960. A produção de grãos da China caiu 15% em 1959 comparado com 1958; logo após ocorreu uma nova queda 15% em 1960. Não houve melhora até 1962, quando o Grande Salto Adiante foi encerrado.

### Número de mortos

Taxa de natalidade e mortalidade na China.

Devido a falta de comida e o incentivo ao casamento neste período do tempo, a população era de aproximadamente 658 590 000 e 1961, algo como 14 580 000 menos de 1959. A taxa de nascimentos caiu de 2,922% em 1958 para 2,089% em 1960, enquanto a taxa de mortes subiu de 1,198% em 1958 para 2,543% em 1960, a médias dos números para 1962-1965 era de 4% e 1% respectivamente.
Os relatórios oficiais de mortes mostram um dramático aumento em um número de províncias e vilas. Na província de Sichuan, a mais populosa província da China, por exemplo, o governo reportou 7 milhões de mortes de uma média populacional de 70 milhões durante 1958-1961, uma morte para cada sete pessoas; no condado de Huaibin, província de Henan, o governo reportou 102 mil mortes de uma população de 378 mil em 1960. A nível nacional, as estatísticas oficiais implicam 10 milhões de "mortes anormais", a maioria resultado de fome.

Mudança populacional na China.

Especialistas acreditam que o número de mortes reportado pelo governo seja seriamente reduzido. Muitos professores e acadêmicos estimam que o número de "mortes anormais" esteja entre 15 milhões a 55 milhões. Alguns analistas ocidentais como Patricia Buckley Ebrey estimam que de 20 a 40 milhões de pessoas morreram de fome causado por políticas inadequadas do governo e desastres naturais.
- Uma equipe de pesquisa da Academia Chinesa de Ciências concluiu em 1989 que pelo menos 15 milhões de pessoas morreram de desnutrição.[27]
- Li Chengrui (李成瑞), ex-ministro do Escritório Nacional de Estatísticas da China, estimou 22 milhões de mortes (1998).[28][29] Sua estimativa foi baseada na estimativa (27 milhões de mortes[7][30]) do demógrafo americano Ansley J. Coale, e na estimativa (17 milhões de mortes) de Jiang Zhenghua (蒋正华), ex-vice-presidente do "Comitê Permanente de o Congresso Nacional do Povo".[28][31]
- Judith Banister, Diretora de Demografia Global do Conference Board, estimou 30 milhões de "mortes em excesso" de 1958-1961.[4][32]
- Mao Yushi, economista chinês e vencedor do Prêmio Milton Friedman de 2012, estimou o número de mortos em 36 milhões.[33]
- Yang Jisheng (杨继绳), jornalista sênior da Agência de Notícias Xinhua, concluiu que houve 36 milhões de mortes devido à fome,[2][6][10] enquanto outros 40 milhões não conseguiram nascer, de modo que "a perda populacional total da China durante a Grande Fome chega a 76 milhões".[34]
- Liao Gailong (廖盖隆), ex-vice-diretor da Unidade de Pesquisa de História do Partido Comunista da China, relatou 40 milhões de mortes "não naturais" devido à fome.[27][35]
- Chen Yizi (陈一谘), um ex-alto funcionário chinês e um dos principais conselheiros do ex-secretário-geral do PCC Zhao Ziyang, concluiu que 43 milhões de pessoas morreram devido à fome.[13][36]
- Cao Shuji (曹树基), Professor Distinto da Universidade de Xangai Jiao Tong, estimou 32,5 milhões.[37][38][39][40]
- Frank Dikötter, professor de Humanidades na Universidade de Hong Kong, estimou que pelo menos 45 milhões de pessoas morreram.[8][41][42] Em particular, ele estimou que pelo menos 2,5 milhões de pessoas foram espancadas e torturadas até a morte (respondendo por 6% -8% do total de mortes).[8][41][42]
- Yu Xiguang (余习广), um historiador chinês independente e ex-instrutor da "Escola do Partido Central do Partido Comunista da China", estimou que 55 milhões de pessoas morreram devido à fome.[13][14][43][44] Sua conclusão foi baseada em pesquisas de arquivos de duas décadas.[13]

As estimativas variam largamente por causa dos dados imprecisos, graças as tentativas do governo de esconder a situação atual, todos os dados relacionados eram classificados como extremamente confidenciais até a década de 1980. Devido às implicações políticas não prazerosas, algumas pessoas negam a validade de qualquer destas estimativas baseadas na "falta de um confiável censo nacional".

### Canibalismo
Existem relatos orais generalizado de canibalismo humano sendo praticado das mais variadas formas como resultado da fome. Para sobreviver, as pessoas tiveram que recorrer a todos os meios possíveis, desde comer terra e venenos até roubar e matar e até comer carne humana. Devido à escala da fome, alguns especularam que o canibalismo resultante poderia ser descrito como "em uma escala sem precedentes na história do século 20".

## Causas

### Grande Salto Adiante

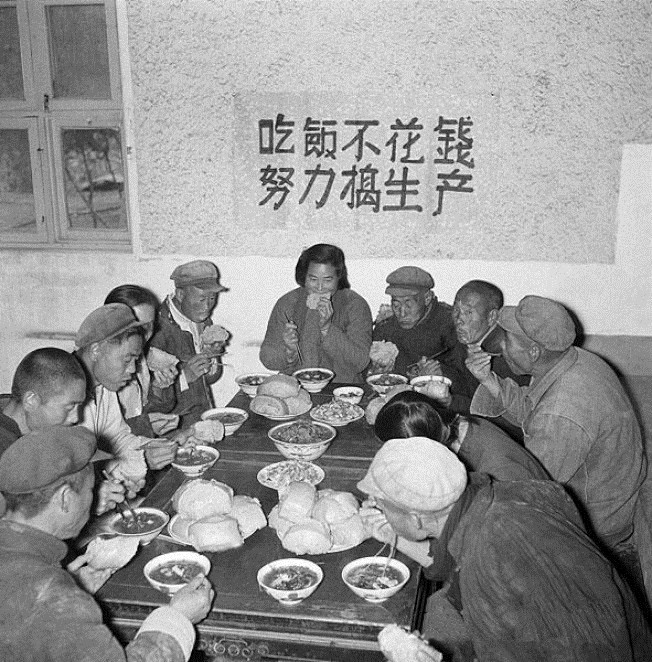
Cantina dentro de uma comuna popular. O slogan na parede diz "Coma de graça, trabalhe duro".

Durante o Grande Salto Adiante, a agricultura foi organizada em comunidades (comuna popular) e o cultivo de terra privado foi proibido. Esta coletivização forçada reduziu tremendamente os incentivos para os camponeses trabalharem corretamente. Produção de ferro e aço foram identificados como requerimento chave para o progresso econômico. Milhões de camponeses foram ordenados a se distanciarem do trabalho agrário e se juntarem na produção de ferro e aço.

#### Técnicas agrícolas
Junto com a coletivização, o governo central decretou varias mudanças nas técnicas agrárias baseadas nas idéias do pseudo-cientista Russo Trofim Lysenko. Uma dessas idéias era o plantio denso, onde a densidade das plantações era inicialmente triplicadas e subsequente, duplicada novamente. A teoria era que plantas da mesma espécie não competem entre si. Na pratica elas competem, o que causou um péssimo crescimento da lavoura, e baixas colheitas.
Outra política baseada nas idéias de um colega de Lysenko, Teventy Maltsev, encorajava os camponeses por toda a China a plantar profundamente no solo, de 1 a 2 metros. Eles acreditavam que o solo mais fértil está bem ao fundo da terra, permitindo raízes mais fortes crescerem. Porém, pedras, solo e areia eram jogadas em cima, enterrando a plantação.

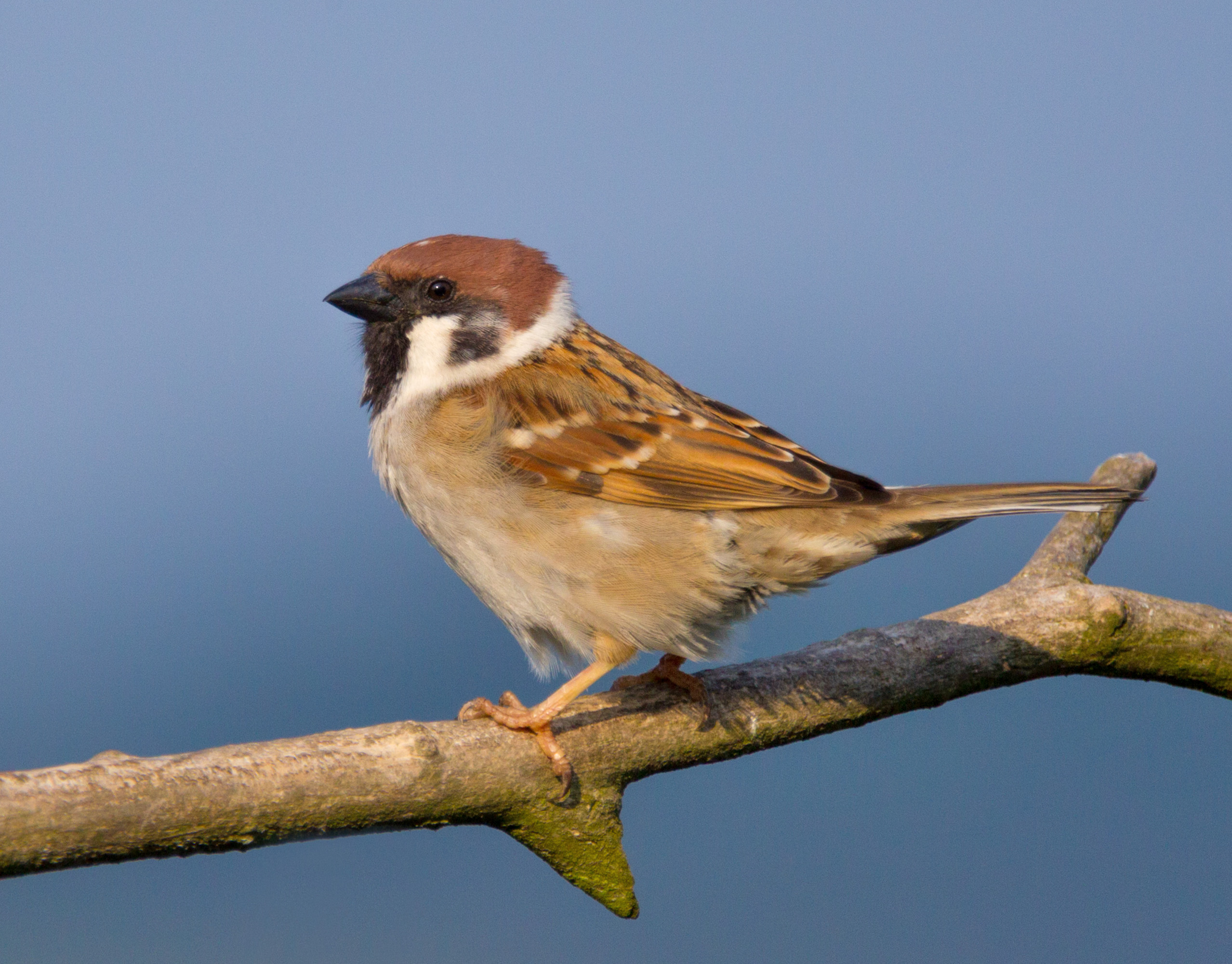
O pardal-montês foi o alvo mais notável da Campanha das Quatro Pragas.

#### Campanha das Quatro Pragas
Na Campanha das Quatro Pragas, os cidadãos foram chamados a destruir os pardais e outras aves selvagens que comiam as sementes das colheitas, a fim de proteger os campos. Essa campanha fracassou e resultou no aumento da população de insetos, o que impactou negativamente a produção agrícola.

#### Ilusão de superabundância
A partir de 1957, o Partido Comunista Chinês começou a relatar uma produção excessiva de grãos por causa da pressão de seus superiores. No entanto, a produção real de grãos em toda a China diminuiu de 1957 a 1961.  Por exemplo:
- Na província de Sichuan, embora os grãos coletados estivessem diminuindo de 1958 a 1961, os números informados ao governo central continuaram aumentando.[58]
- Em Gansu, a produção de grãos diminuiu 4 273 000 toneladas de 1957 a 1961.[59]

Esta série de eventos resultou em uma "ilusão de superabundância" (浮夸风), e o Partido acreditava que tinha um excesso de grãos. Pelo contrário, os rendimentos das colheitas foram inferiores à média.  Por exemplo, Pequim acreditava que "em 1960 os celeiros estatais teriam 50 bilhões de jin de grãos", quando na verdade continham 12,7 bilhões de jin.

### Mais políticas do governo central

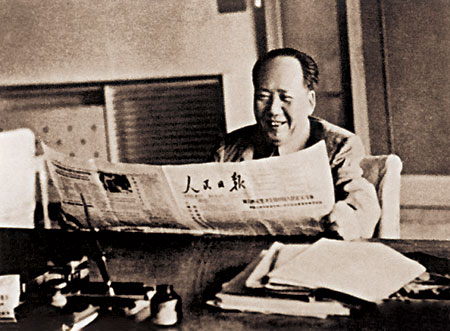
Mao Zedong lendo Diário do Povo (1961).

De acordo com o trabalho do ganhador do premio Nobel, economista e especialista em fomes em massa, Amartya Sen, a maioria das fomes em massa não se resultam somente da baixa produção de alimentos, mas também da distribuição ineficiente, juntamente com a falta de informação e muitas vezes informação incorreta, que estendem o problema. No caso das fomes chinesas, a população urbana tinha direitos protegidos para uma certa quantidade de grãos. Oficiais locais do interior mentiam inflando os níveis de produção no papel que suas comunidades tinham conseguido, em resposta a nova organização econômica, porem os camponeses locais eram abandonados com um resíduo muito inferior a cota.
Além disso, as políticas do Partido Comunista Chinês (PCC) e do governo central, particularmente as Três Bandeiras Vermelhas e o Movimento de Educação Socialista (SEM), provaram ser ideologicamente prejudiciais ao agravamento da fome. As Três Bandeiras Vermelhas do PCC "deflagraram o fanatismo de 1958". A implementação da linha de massas, uma das três faixas que diziam às pessoas "dar tudo de si, mirar alto e construir o socialismo com resultados maiores, melhores e mais econômicos", é citada em conexão com as pressões que os funcionários sentiram para relatar um superabundância de grãos. O SEM, estabelecido em 1957, também levou ao agravamento da fome de várias maneiras, inclusive causando a "ilusão de superabundância". Uma vez que os exageros dos rendimentos das colheitas da Mass Line foram relatados, "ninguém se atreveu a 'diminuir o entusiasmo' " em relatórios posteriores. O SEM também levou ao estabelecimento de teorias da conspiração em que se acreditava que os camponeses fingiam estar com fome para sabotar a compra estatal de grãos.

### Relações de poder nos governos locais
Os governos locais tiveram tanta, se não mais, influência sobre a fome do que os altos escalões do governo. À medida que o Grande Salto Adiante progredia, muitos líderes provinciais começaram a se alinhar com Mao e líderes superiores do Partido. Os líderes locais foram forçados a escolher entre fazer o que era melhor para sua comunidade ou proteger sua reputação politicamente. Os proprietários começaram a "denunciar qualquer oposição como " 'direitismo conservador' ", que foi amplamente definido como qualquer coisa anticomunista. Em um ambiente de teorias da conspiração dirigidas contra os camponeses, economizar grãos extras para uma família comer, defender a crença de que o Grande Salto Adiante não deveria ser implementado ou simplesmente não trabalhar duro o suficiente, eram vistos como formas de "direitismo conservador". Os camponeses tornaram-se incapazes de falar abertamente sobre coletivização e compra estatal de grãos. Com uma cultura de medo e recriminação em nível local e oficial, falar e agir contra a fome tornou-se uma tarefa aparentemente impossível.

### Desastres naturais

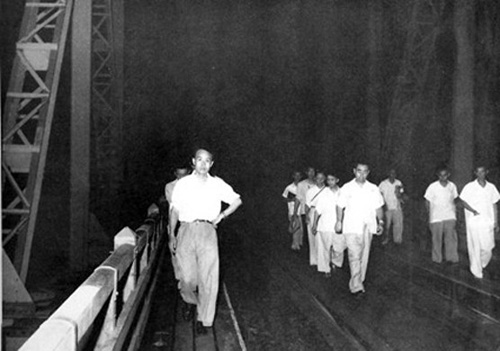
O primeiro-ministro Zhou Enlai (centro da frente) visitou a "Ponte do Rio Amarelo Luokou" durante a enchente de 1958 no Rio Amarelo.

Até o início dos anos 1980, o governo chinês usava o nome "Três anos de desastres naturais" e afirmava que a fome era em grande parte o resultado de uma série de desastres naturais. Em 1958, ocorreu uma inundação notável do rio Amarelo que afetou parte da província de Henan e da província de Shandong. Em julho de 1958, a enchente do Rio Amarelo afetou 741 000 pessoas em 1 708 aldeias e inundou mais de 3,04 milhões de "mu" (mais de meio milhão de acres) de campos cultivados. O governo declarou uma "vitória sobre o dilúvio" após enviar uma equipe de resgate de mais de 2 milhões de pessoas. O historiador Frank Dikötter argumentou que a maioria das inundações durante a fome não se deveu a um clima incomum, mas a enormes sistemas de irrigação mal planejados que fizeram parte do Grande Salto Adiante.
Houve divergências sobre a importância da seca e das inundações que causaram a Grande Fome. De acordo com dados publicados da Academia Chinesa de Ciências Meteorológicas (中国气象科学研究院), a seca em 1960 não foi incomum e sua severidade foi considerada apenas "leve" em comparação com a de outros anos - foi menos grave do que em 1955, 1963, 1965–1967 e assim por diante. Xue Muqiao (薛暮桥), então chefe do Escritório Nacional de Estatísticas da China, teria dito em 1958 que "damos todos os números que os escalões superiores desejam" para exagerar os desastres naturais e aliviar a responsabilidade oficial pelas mortes causadas pela fome. Yang Jisheng (杨继绳) afirmou que investigou outras fontes, incluindo um arquivo não governamental de dados meteorológicos de 350 estações meteorológicas em toda a China, e as secas, inundações e temperaturas durante 1958–1961 seguiram os padrões típicos na China. Alguns estudiosos também apontaram que:
Muitos observadores estrangeiros achavam que esses relatórios de quebras de safra relacionadas ao clima foram elaborados para encobrir fatores políticos que levaram ao mau desempenho agrícola. Eles também suspeitaram que as autoridades locais tendiam a exagerar esses relatórios para obter mais assistência do estado ou redução de impostos. Claramente, o clima contribuiu para a queda terrível na produção, mas é impossível avaliar em que medida.

## Rescaldo

### Revolução Cultural

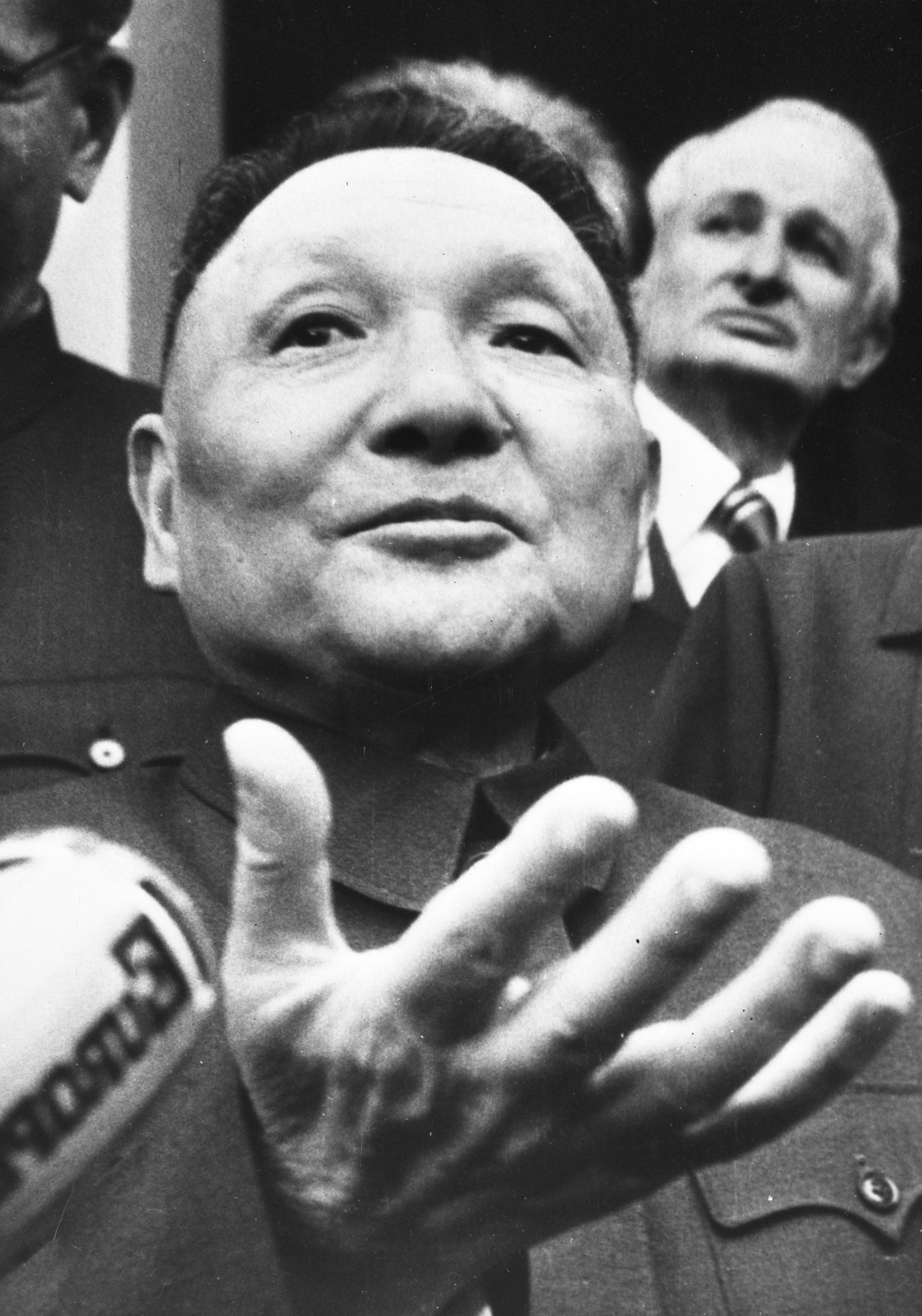
Deng Xiaoping (1976)

Em 1962, Liu Shaoqi, o segundo presidente da China, oficial atribuiu 30% da fome a "desastres naturais" e 70% a "erros cometidos pelo homem" (三分天灾, 七分人祸) durante a Conferência dos Sete Mil Quadros. Durante a conferência, as políticas de Mao Tsé-Tung foram criticadas e ele assumiu um papel semi-aposentado depois, deixando responsabilidades futuras para Liu Shaoqi e Deng Xiaoping. Uma série de reformas econômicas foi realizada por Liu e Deng e outros, incluindo políticas como "sanzi yibao (三自一包)", que permitia o mercado livre e a responsabilidade familiar pela produção agrícola.
No entanto, a discordância entre Mao e Liu (e Deng) foi ficando cada vez maior. Em 1963, Mao lançou o Campanha de Educação Socialista e, em 1966, lançou a Revolução Cultural. Durante a Revolução Cultural, Liu foi acusado de ser um "traidor" e agente inimigo por atribuir apenas 30% a calamidades naturais. Liu foi espancado e teve negado remédio para diabetes e pneumonia; ele morreu em 1969. Por outro lado, Deng foi acusado de ser um "caminho capitalista" durante a Revolução Cultural e foi expurgado duas vezes.

### Reforma e Abertura
Em 1977, Deng Xiaoping propôs pela primeira vez o programa de "Boluan Fanzheng" para corrigir os erros da Revolução Cultural. Em dezembro de 1978, Deng Xiaoping tornou-se o novo Líder Supremo da China e lançou o histórico programa de "Reforma e Abertura" que mudou fundamentalmente o sistema agrícola e industrial na China.
Até o inicio dos anos 1980, a postura do governo Chinês, refletida pelo nome "Três anos de desastres naturais", era de que a fome foi largamente resultado de uma série de desastres naturais acumulados com erros de planejamento. Pesquisadores fora da China, porém, afirmavam que as massivas mudanças institucionais e políticas, graças ao Grande Salto Adiante foram os fatores chave na fome. Após o lançamento de Reformas e Abertura, o Partido Comunista da China (PCC) mudou oficialmente o nome para "Três Anos de Dificuldade", e declarou oficialmente em junho de 1981 que a fome se devia principalmente aos erros do Grande Salto Adiante e também da "Campanha Antidireitista", além de alguns desastres naturais e da "ruptura sino-soviética". Os estudos acadêmicos sobre a Grande Fome Chinesa também se tornaram mais ativos na China continental depois de 1980, quando o governo começou a divulgar alguns dados demográficos ao público. Vários funcionários chineses de alto escalão expressaram suas opiniões sobre a fome:
- Zhao Ziyang, ex-secretário-geral do Partido Comunista Chinês, disse uma vez que "nosso partido nunca admitiu erros. Se as coisas ficassem muito ruins, apenas encontrávamos alguns bodes expiatórios e os culpamos, como Lin Biao e a Gangue dos Quatro. Se bodes expiatórios eram difíceis de encontrar, simplesmente culpávamos os desastres naturais, como a grande fome no final dos anos 1950 e início dos anos 1960, quando dezenas de milhões de pessoas morreram, o que foi simplesmente devido a erros políticos do Partido."[96]
- Bo Yibo, um dos Oito imortais e ex-vice-primeiro-ministro da República Popular da China, disse certa vez: "Durante os três anos difíceis, as pessoas em todo o país ficaram desnutridas devido à falta de alimentos, e o edema prevaleceu, resultando em uma número crescente de mortes devido à fome em muitas áreas rurais. Estima-se que somente em 1960, mais de 10 milhões de pessoas morreram. Com tal coisa acontecendo em tempo de paz, nós, como membros do Partido Comunista, nos sentimos verdadeiramente culpados diante do povo, e nunca devemos esquecer essa pesada lição!".[97]
- Wan Li, ex-presidente do Congresso Nacional do Povo da China, afirmou que "durante os três anos difíceis após o movimento da Comuna Popular, as pessoas em todos os lugares tiveram edema e até morreram de fome. Só em Anhui, segundo relatos, 3-4 milhões de pessoas morreram 'anormalmente'. Nos tínhamos sido 'Extrema-esquerda' por muito tempo, e os agricultores não estavam mais motivados a trabalhar".[98]
- Tian Jiyun, ex-vice-premiê da China e ex-vice-presidente do Congresso Nacional do Povo da China, afirmou que "olhando para os Três Anos de Dificuldade, as pessoas em todos os lugares tiveram edema e morreram de fome, e dezenas de milhões de pessoas morreram anormalmente, mais do que o número total de mortos durante toda a Revolução Democrática. qual foi a razão para isso? Liu Shaoqi havia dito que eram  '30% de desastres naturais e 70% de erro humano'. Mas agora está claro que a fome se deveu principalmente ao erro humano, que foi o comando errôneo das politicas, como o 'socialismo utópico', e as 'politicas de esquerda'."[99]